# خط ۲ بلور–دانفورث
خط ۲ بلور-دانفورث (انگلیسی: Line 2 Bloor–Danforth) یک خط مترو در سیستم متروی تورنتو است که توسط کمیسیون حمل و نقل تورنتو (TTC) اداره می‌شود. دارای ۳۱ ایستگاه مترو و ۲۶٫۲ کیلومتر (۱۶٫۳ مایل) طول است. در ۲۶ فوریه ۱۹۶۶ افتتاح شد، و گسترش آن در هر دو انتهای آن در سال ۱۹۶۸ و دوباره در سال ۱۹۸۰ تکمیل شد.